# 比尔哈努·巴莱乌
比尔哈努·巴莱乌（Birhanu Balew，1996年2月27日—），埃塞俄比亚、巴林男子田径运动员，主攻长跑，2018年亚洲运动会男子5000米金牌得主、2022年亚洲运动会男子5000米和男子10000米金牌得主。